# 中国人民解放军长江支队

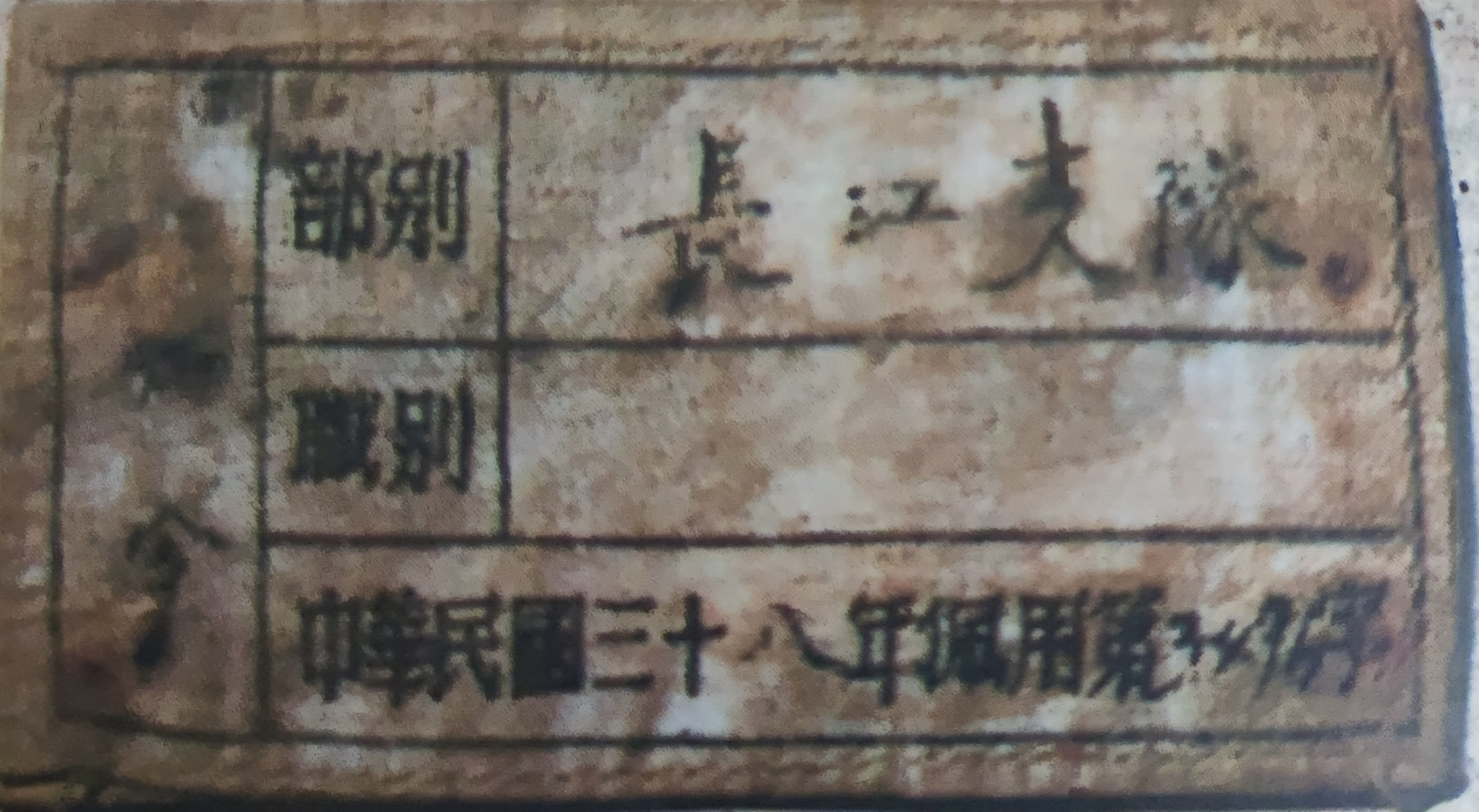
长江支队队员佩戴的臂章

中国人民解放军长江支队，简称长江支队，是中国共产党于1949年3月成立的主要来自晋察冀老解放区的南下干部部队，目的是跟随中国人民解放军南下横渡长江以接管新解放区。8月11日抵达福建后南下任务完成，长江支队番号撤销，原人员归中共福建省委领导。

## 军队沿革

### 建立原因
1947年8月，刘邓大军挺进大别山，但由于地方政府无法配合而导致后勤补给得不到保障，刘邓被迫从野战部队中抽调两万余人充实大别山解放区的地方政府，以确保顺利支前。1948年8月24日，时任中共中央中原局第一书记的邓小平在给中共中央的电报中，建议中共中央做好抽调干部接管解放区的准备。随后，刘伯承也在报告中重申了邓小平的意见。:2-6
中原曾不顾削弱主力兵团抽出很大兵力展开，建设军区、分区和县基干队，今天证明是成功的。对于展开，也应尽可能做到预有准备，大别山因无准备，花了近两个月时间才展开完毕。江汉、桐柏两区吸取了大别山的经验，预先配好分区、地委、专署及县级党政军的一套机构和部队，故十天半月就大体完成了展开的任务。今后到新区，最好事先区分野战军和军区，每个军区为一单位，配齐军区、分区、县等三级党政军机构（包括部队）......——邓小平，《关于今后进入新区的几点意见》
1948年10月，毛泽东、中共中央先后发出指示，要求解放区准备轮训、培训和选拔各级干部随时准备抽调南下。10月29日中共中央华北局决定从太行、太岳两个解放区中组建南下区党委，以派遣干部接管一个省级的新解放区（苏南）。1949年3月21日，太行、太岳两区南下干部在武安汇合，并正式成立中国人民解放军长江支队，4月24日启程南下。:6-41

### 南下
1949年4月24日起，长江支队从武安出发，先步行至汤阴，再到老田庵站乘火车抵达开封。到达淮河时，由于淮河大桥在淮海战役中被杜聿明下令炸毁，支队只得从浮桥通过，抵达蚌埠。后乘火车抵达明光，支队经滁县抵浦口。5月12日，支队从浦口的长江北岸乘轮渡横渡长江，到达南京城，5月23日启程赶往苏州。:43-61
长江支队设立之初的本意是接管苏南，但4月27日苏南解放时长江支队尚在安阳，华东局遂安排山东南下干部接管，导致抵达苏州的长江支队无从听调。6月，陈赓在南京参加第二野战军总前会议时，计划让长江支队跟随三兵团和四兵团前往西南，但在张鼎丞的提议下，中共中央最终决定让长江支队继续南下接管福建。7月13日部队从苏州出发，8月1日抵达浦城，10日抵达建瓯。:66-80

### 番号取消
8月11日，张鼎丞、曾镜冰等人在建瓯召开会师大会，中共闽浙赣省委宣布撤销，长江支队亦正式撤销，原编制内的组织、人员均归中国共产党福建省委员会领导。:81

## 组织结构

### 支队部机关、区党委机关
长江支队部共372人，党委委员名单如下:1-2：
- 党委书记：冷楚
- 行署主任：刘裕民
- 组织部长：刘尚之
  - 副部长：侯振亚
- 宣传部长：周璧
- 军区司令：陶国清
- 社会部长：叶松

### 各大队机关
下表列出长江支队除支部队外的各大队组织序列:1：
| 大队编号 | 大队人数 | 来自地区 | 接管地区 | 地委书记 | 地委副书记 | 专员       | 副专员 | 组织部长 | 宣传部长 | 军区分司令员 | 秘书长     |
| -------- | -------- | -------- | -------- | -------- | ---------- | ---------- | ------ | -------- | -------- | ------------ | ---------- |
| 第一大队 | 840      | 太行区   | 晋江地区 | 张慧如   | 常化知     | 郭良       | 林汝楠 | 智世昌   | 王炎     |              | 张平       |
| 第二大队 | 639      | 太岳区   | 建阳地区 | 陈贵芳   | 郭述尧     | 郭述尧(兼) | 张翼   | 肖文玉   | 崔予庭   |              | 任开宪(兼) |
| 第二大队 | 639      | 太岳区   | 建阳地区 | 陈贵芳   | 郭述尧     | 郭述尧(兼) | 任开宪 | 肖文玉   | 崔予庭   |              | 任开宪(兼) |
| 第三大队 | 668      | 太行区   | 南平地区 | 贾久民   | 黄扆禹     | 侯国英     | 江作宇 | 刘健夫   | 陈玉山   | 贾久民(兼)   |            |
| 第四大队 | 659      | 太岳区   | 闽侯地区 | 郝可铭   |            | 陈亨源     | 温附山 | 李敏唐   | 郑思远   |              | 尚志       |
| 第五大队 | 817      | 太行区   | 龙溪地区 | 卢叨     | 李伟       | 丁乃光     | 陈文平 | 马兴元   | 罗晶     | 李成芳       |            |
| 第六大队 | 624      | 太岳区   | 福安地区 | 王毅之   |            | 康润民     |        | 李步云   | 董奥林   | 刘哲         |            |

注：灰色单元格内的干部表示原属闽浙赣省委的地下党员。